# Ефект доходу

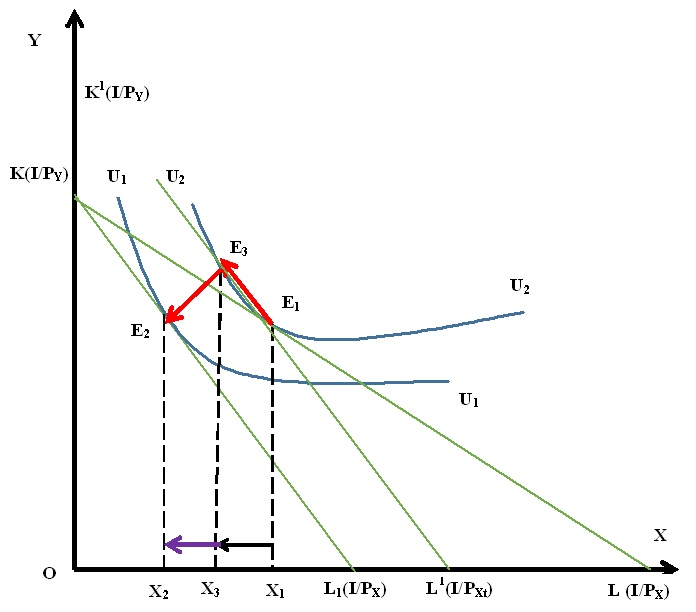
Графік ефекту доходу за Гіксом при підвищенні ціни на товар

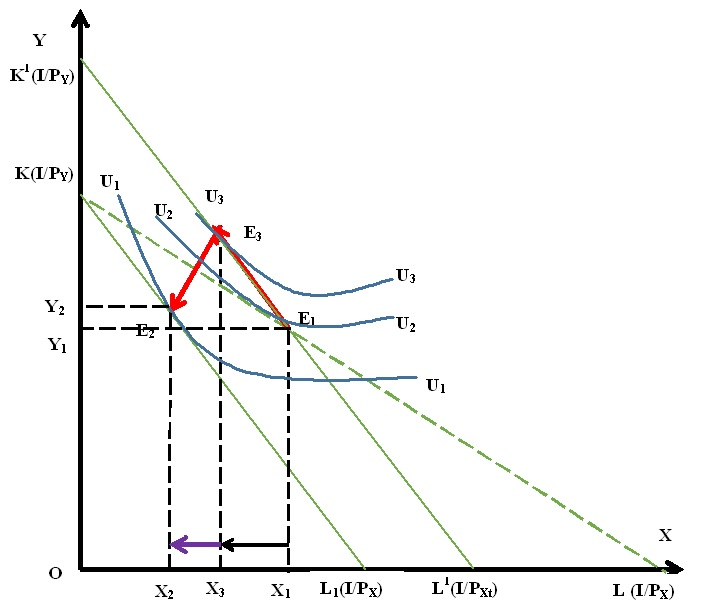
Графік ефекту доходу за Слуцьким при підвищенні ціни на товар

Ефект доходу (англ. income effect) — вплив зміни ціни продукту на купівельну спроможність споживача і відповідно на кількість продукту, яку придбає покупець, зважаючи (або не зважаючи) на ефект заміщення.
Ефект доходу демонструє як змінюється обсягу попиту, викликаний зміною реального доходу за незмінної відносної ціни товару або навпаки — при зниженні ціни.
Поняття «ефект доходу» введено до наукового обігу у першій половині 20-го століття і вперше його використав англійський економіст Джон Гікс.

## Ефект доходу заСлуцьким
Різниця між загальною зміною обсягу попиту на благо при зміні його ціни й ефектом зміни за Слуцьким.

## Ефект доходу за Гіксом
Зміна обсягу попиту на благо при заданому національному доході споживача і зміні його реального доходу через зміну ціни на дане благо.

## Історія поняття
У 1915 році російський та український економіст Євген Слуцький опублікував в італійському економічному журналі статтю «До теорії збалансованого бюджету споживача», в якій було виділено із загального ефекту зміни цін ефект заміщення і ефект доходу. Потім в 1934 році була опублікована стаття  Дж. Р. Гікса і  Р. Г. Д. Аллена «Перегляд теорії цінності». Англійський економіст Дж. Хікс у своїй роботі «Вартість і капітал» вказав, що розроблена ним спільно з Р. Алленом теорія поведінки споживача «належить по суті Слуцькому, з тим лише застереженням, що я абсолютно не був знайомий з його роботою ні під час завершення свого власного дослідження, ні навіть деякий час після опублікування змісту цих глав в журналі „Економіка“ Р. Алленом і мною».